# Генявский, Михаил Александрович
Михаил Александрович Генявский (1902, Евпатория — 28 июля 1938, Горький) — советский партийный и государственный деятель. Член РСДРП с 1917 года.

## Биография
Родился в 1902 году в Евпатории. По национальности еврей. Получил высшее образование. 
В 1917—1918 годах председатель евпаторийского Союза социалистической рабочей молодёжи; в 1919 году секретарь Евпаторийского горкома РКП(б).
В 1919—1921 годах в РККА, помощник военкома 137-й бригады Южного фронта. В 1922—1925 годах уполномоченный по Товарной бирже (Москва). Окончил факультет общественных наук 1-го Московского Университета (1925).
В 1925—1927 годах заведующий Харьковским отделением Всесоюзного текстильного комбината. В 1927—1930 годах управляющий Северо-Кавказской краевой конторой Всесоюзного текстильного объединения.
В 1930—1931 годах заместитель заведующего торговым управлением объединения (Москва). В 1931—1932 годах начальник планово-экономического сектора, член президиума, заместитель председателя Нижегородского крайсовнархоза, член редколлегии журнала «Работа Совета»;
В 1932—1934 годах заведующий Нижегородским крайснаботделом. В 1934—1937 годах заведующий Горьковским облторготделом; в октябре 1937 года председатель Горьковского облплана. С октября 1937 по апрель 1938 года председатель Челябинского облисполкома.
Был делегатом XVI Всероссийского и VI Всесоюзного съездов Советов; избирался кандидатом в члены Президиума ВЦИК. Депутат Верховного Совета СССР первого созыва по Шадринскому избирательному округу (декабрь 1937).
11 апреля 1938 года М. А. Генявский арестован. На допросах показал, что являлся участником контрреволюционной организации правых, действовавшей в Горьком. Приговорён к ВМН 28 июля по обвинению в участии в контртеррористической организации и в тот же день расстрелян. Реабилитирован 24 сентября 1957 года.